# The Pariah, the Parrot, the Delusion
The Pariah, the Parrot, the Delusion é o quarto álbum de estúdio lançado pela banda americana dredg. O baixista Drew Roulette descreve o disco como "um album de rock and roll, cheio de jornadas experimentais e viagens excêntricas" e afirma que "o disco é inspirado por um conto de Salman Rushdie, intitulado 'Uma carta para Seis Bilhões de pessoas". Dois singles ("Saviour" e "I Don't Know") foram lançados no iTunes no dia 5 de Maio de 2009.

## Faixas
1. "Pariah" - 4:07
2. "Drunk Slide" - 1:27
3. "Ireland" - 3:41
4. "Stamp of Origin: Pessimistic" - 0:50
5. "Lightswitch" - 3:30
6. "Gathering Pebbles" - 4:59
7. "Information" - 5:45
8. "Stamp of Origin: Ocean Meets Bay" - 0:30
9. "Saviour" - 3:56
10. "R U O K ?" - 2:12
11. "I Don't Know" - 3:45
12. "Mourning This Morning" - 5:41
13. "Stamp of Origin: Take a Look Around" - 0:58
14. "Long Days and Vague Clues" - 1:52
15. "Cartoon Showroom" - 4:18
16. "Quotes" - 6:04
17. "Down to the Cellar" - 3:41
18. "Stamp of Origin: Horizon" - 2:20

O Lançamento foi adiado para 9 de Junho, segundo o site oficial da banda.